# كلة غاه
كلة غاه هي قرية في مقاطعة ميانة، إيران. عدد سكان هذه القرية هو 45 في سنة 2006.